# كبلر-70c
كيبلر 70 سي (بالإنجليزية: Kepler-70c)‏ الذي يرمز له بالرمز Kepler-70c، هو كوكب خارج المجموعة الشمسية، في كوكبة الدجاجة (كوكبة)، يتبع Kepler-70.

## الاكتشاف
اكتشف في 2011.